# Nathan Darrow
Nathan Darrow (Kansas City, Misuri, 21 de junio de 1976) es un actor estadounidense conocido por su papel como el agente del Servicio Secreto Edward Meechum en la afamada serie de Netflix, House of Cards.

## Primeros años
Después de asistir a la escuela secundaria en Overland Park, Kansas, obtuvo su título bachelor de la Universidad de Evansville y luego asistió continuó sus estudios de postgrado en la Universidad de Nueva York.

## Carrera
En 2003, Darrow volvió a Kansas City, y actuó en producciones de obras de Shakespeare, incluyendo Romeo y Julieta y Enrique V. En 2006, interpretó a un joven William Randolf Hearst en Historias de la guerra civil del director Don Maxwell Ambrose Bierce,. que también protagonizó Campbell Scott y Vivian Schilling. 
Un papel en la obra de gira Ricardo III, con Kevin Spacey, llevó a su casting en el papel de Meechum, guardaespaldas de los Underwoods en House of Cards. El papel de Darrow se amplió en la segunda temporada, el personaje de Meechum ha sido popularmente recibido tanto por la crítica como el público. Darrow apareció recientemente como Ben Farrell en Kill Me Like You Mean It, de la compañía de teatro The Stolen Chair Theatre Company, en 4th St Theatre en la ciudad de Nueva York.
Cumplió el papel de un aspirante a mafioso en un par de capítulos de "Los Soprano".
En la serie Gotham interpretó al Sr. Frío.